# Black Rock Mountain, Irland
Black Rock Mountain är ett berg i republiken Irland. Det ligger i grevskapet Loch Garman och provinsen Leinster, i den östra delen av landet. Toppen på Black Rock Mountain är 599 meter över havet.
Terrängen runt Black Rock Mountain är kuperad västerut, men österut är den platt. Den högsta punkten i närheten är Mount Leinster, 796 meter över havet, 3,8 km väster om Black Rock Mountain. Trakten runt Black Rock Mountain består i huvudsak av hed.